# Діатоміт
Діатоміт (англ. diatomite, нім. Diatomit m, Kieselgur f) — землиста, пухка або зцементована кремениста (опалізована) порода білого, світло-сірого або жовтуватого кольорів, пориста, легка та крихка. Складається зі стулок діатомей, іноді невеликої кількості радіолярій, спікул губок, а також глинистого матеріалу, кварцу та глауконіту. Вміщує до 70-98 % розчинного кремнезему. Інша назва — кізельґур. Його використовують як абсорбційний і термоізоляційний матеріал